# Пежо тип 19
Пежо тип 19 (фр. Peugeot Type 19) је моторно возило произведено од 1897. до 1902. од стране француског произвођача аутомобила Пежо у њиховој фабрици у Оданкуру. У том раздобљу је укупно произведено 75 јединица.
Возило покреће двоцилиндрични четворотактни мотор постављен позади, а преко ланчаног склопа је пренет погон на задње точкове. Његова максимална снага била је 5-8 КС, запремине 1056 cm³ и максималне брзине 35 км/ч.
Тип 19 има међуосовинско растојање од 165 цм, а укупне дужине 260 цм и висине 190 цм. Облик каросерије Викторија омугућава простор за четири особе, са додатним седиштем за пету особу.

## Галерија
- Пежо тип 19